# Dennis Endras
Dennis Endras (* 14. Juli 1985 in Immenstadt im Allgäu) ist ein ehemaliger deutscher Eishockeytorwart und derzeitiger -trainer, der im Verlauf seiner aktiven Karriere zwischen 2003 und 2024 unter anderem 615 Spiele für die Augsburger Panther, Adler Mannheim und Frankfurt Lions in der Deutschen Eishockey Liga (DEL) bestritten hat. Mit den Adler Mannheim gewann Endras in den Jahren 2015 und 2019 die Deutsche Meisterschaft. Darüber hinaus war er langjähriges Mitglied der deutschen Nationalmannschaft, mit der er bei den Olympischen Winterspielen 2018 die Silbermedaille gewann und bei der Weltmeisterschaft 2010 unter anderem als wertvollster Spieler ausgezeichnet wurde.

## Karriere

### Anfänge
Endras startete seine ersten Gehversuche auf dem Eis bei seinem Heimatverein in Sonthofen, wo er alle Juniorenstationen des Bayerischen Eissport-Verbandes und des Deutschen Eishockey-Bundes durchlief. Im Jahr 2002 wechselte er gemeinsam mit seinem Bruder Patrick zum ERC Sonthofen in die viertklassige Regionalliga. Anschließend wurde er als Vertretung für den verletzten ersten Torhüter und ehemaligen Nationaltorhüter Udo Döhler zum ESV Bayreuth geholt. Dort konnte er sich schnell profilieren, so dass die Augsburger Panther auf ihn aufmerksam wurden und den damals 19-Jährigen unter Vertrag nahmen. Weil er eine Förderlizenz erhielt, konnte er in der Saison 2004/05 auch für den ESV Bayreuth zwischen den Pfosten stehen.

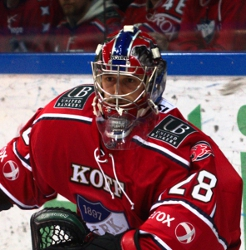
Endras als Spieler des Helsingfors IFK (2012)

Bei seinem ersten Einsatz am 16. November 2004 in Augsburg, der auch gleichzeitig sein erster in der Deutschen Eishockey Liga (DEL) war, konnte der Allgäuer einen Shutout verbuchen. Den Vertrag verlängerten die Verantwortlichen der Panther bereits im Februar 2005. Für die Saison 2005/06 besaß Dennis Endras eine Förderlizenz für den EV Landsberg 2000 aus der drittklassigen Oberliga. Bei seinem ersten Einsatz dort konnte er erneut zu Null spielen, und im Verlauf der Saison sorgte er mit seinen Leistungen maßgeblich für den Aufstieg der Landsberger in die 2. Bundesliga. So schaffte er im vierten Halbfinalspiel gegen die Hannover Indians einen Shutout und hielt im letzten Spiel alle Penaltys der Indians. Bei seinem ersten Einsatz in der DEL-Saison 2005/06 gegen den amtierenden Deutschen Meister Eisbären Berlin musste er sechs Gegentore hinnehmen. Zur Saison 2006/07 unterschrieb er einen Einjahresvertrag bei den Frankfurt Lions, die ihn wiederum mit einer Förderlizenz für den EV Landsberg 2000 ausstatteten. In 45 Spielen beim EVL 2000 kassierte Endras 118 Tore und damit im Schnitt 2,91 Tore pro Spiel. Für die Saison 2007/08 unterschrieb Endras einen Vertrag beim EV Landsberg 2000.

### Durchbruch in der DEL
Im Januar 2008 nahm der 22-Jährige das Angebot des EV Ravensburg an und erhielt eine Förderlizenz für die Augsburger Panther in der DEL. Von September 2008 an war er Stammtorhüter des Teams und wurde am Ende seiner ersten vollständigen DEL-Spielzeit als DEL-Rookie des Jahres ausgezeichnet. In der Saison 2009/10 wurde er Vizemeister mit den Panthern. Im Frühsommer 2010 wurde er für zwei Jahre von den Minnesota Wild aus der National Hockey League (NHL) unter Vertrag genommen und war in der Saison 2010/11 an die Augsburger Panther ausgeliehen. Vor dem Spieljahr 2011/12 wurde er zu Minnesotas Farmteam, die Houston Aeros, aus der American Hockey League (AHL) geschickt, von wo aus er auf Leihbasis nach Helsinki zu Helsingfors IFK in die SM-liiga transferiert wurde.

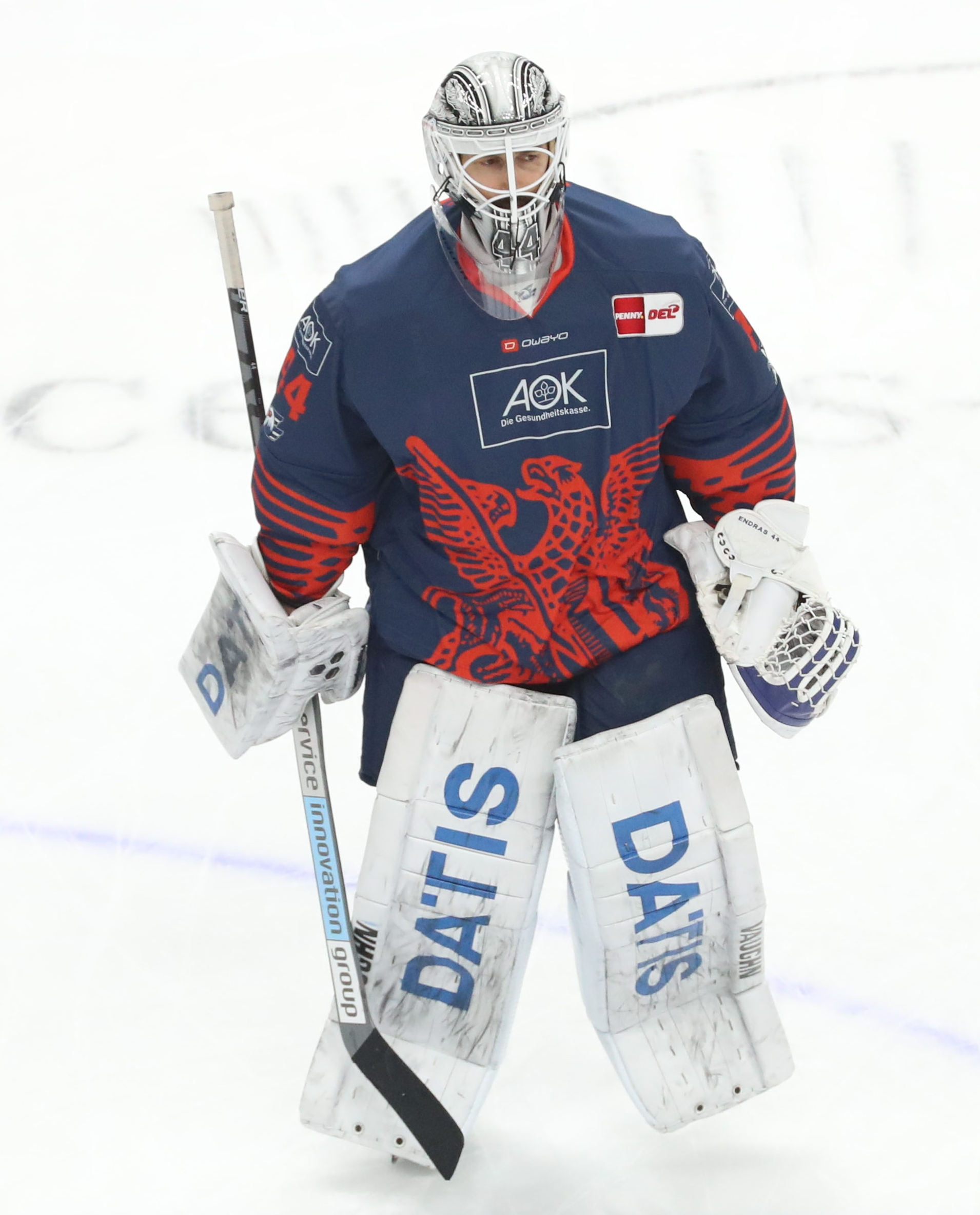
Endras im Trikot der Adler Mannheim (2022)

Mit Beginn der Saison 2012/13 spielte er schließlich für die Adler Mannheim wieder in der DEL. In der Spielzeit 2014/15 erreichte er mit den Adlern den ersten Tabellenplatz nach der Hauptrunde und gewann in den anschließenden Playoffs die Deutsche Meisterschaft. Gleiches gelang in der Saison 2018/19 und Endras wurde als wertvollster Spieler der Finalserie ausgezeichnet, in der er zweimal zu Null spielte. Im Mai 2022 wurde bekannt, dass Endras nach zehn Spielzeiten zurück nach Augsburg wechseln wird. Am 25. November 2022 spielte er in Düsseldorf als erster Torhüter der DEL-Geschichte zum 50. Mal zu Null. Erneut in Düsseldorf spielte er am 29. September 2023 als erst zweiter DEL-Torhüter nach Ian Gordon seine 600. Partie und erhielt hierfür von der DEL einen speziellen Ring; bei Trainern und Feldspielern liegt diese Schallmauer bei 1000 Spielen. Zudem spielte er an diesem Abend erneut zu Null. Nach der Saison 2023/24 beendete der 38-Jährige seine aktive Karriere und wechselte als Torwarttrainer in den Stab des AEV. Mitte Januar 2025 wurde bekannt gegeben, dass Endras zudem neuer Bundestorwarttrainer beim Deutschen Eishockey-Bund wird.

### International
Endras nahm mit der deutschen Nationalmannschaft am Deutschland Cup 2008 und an den Weltmeisterschaften der Jahre 2009 und 2010 teil, wobei er beim Eröffnungs- und Weltrekordspiel in der Gelsenkirchener Veltins-Arena vor 77.803 Zuschauern nach 60:21 Minuten beim 2:1-Sieg nach Verlängerung gegen die USA zum besten deutschen Spieler gewählt wurde. Auch beim 1:0-Viertelfinalsieg gegen die Schweiz wurde Endras mit 41 gehaltenen Schüssen zum besten deutschen Spieler der Partie gewählt. Nach der Niederlage im Halbfinale gegen Russland wurde Endras zum besten Torhüter des Turniers gewählt und als wertvollster Spieler ausgezeichnet. Er war damit der erste deutsche Spieler, der die Auszeichnung als wertvollster Spieler bei einer Weltmeisterschaft erhielt. Zusätzlich wurde Endras in das All-Star-Team des Turniers berufen.
In der Folge bestritt Endras die Weltmeisterschaften der Jahre 2011, 2012, 2013 und 2015. Dort fungierte er zumeist als Stammkraft zwischen den Pfosten der DEB-Auswahl. Bei den Olympischen Winterspielen 2018 im südkoreanischen Pyeongchang, bei denen der Schlussmann die Silbermedaille mit nach Hause nahm, blieb er als dritter Torwart hinter Danny aus den Birken und Timo Pielmeier ohne Einsatz.

## Rekorde
Dennis Endras ist mit 51 erreichten Shutouts vor Danny aus den Birken (49) der erfolgreichste DEL-Torhüter in dieser Kategorie (Stand: Ende der Saison 2023/24). Zudem hält er den DEL-Rekord für die meisten gehaltenen Schüsse in einer DEL-Saison (Hauptrunde inkl. Playoffs). Dies gelang ihm in der Spielzeit 2009/10, als er 2.074 von 2.273 Schüssen auf sein Tor parieren konnte.

## Erfolge und Auszeichnungen
| - 2006 Oberliga-Meister und Aufstieg in die 2. Bundesliga mit dem EV Landsberg 2000 - 2009 DEL-Rookie des Jahres - 2010 Deutscher Vizemeister mit den Augsburger Panthern - 2012 Deutscher Vizemeister mit den Adler Mannheim - 2012 Spengler Cup All-Star Team - 2013 DEL-Torwart des Jahres | - 2015 Deutscher Meister mit den Adler Mannheim - 2019 Deutscher Meister mit den Adler Mannheim - 2019 Wertvollster Spieler der DEL-Playoffs - 2019 Geringster Gegentorschnitt der DEL-Playoffs |

### International
| - 2010 Wertvollster Spieler der Weltmeisterschaft - 2010 Höchste Fangquote und geringster Gegentorschnitt der Weltmeisterschaft - 2010 Bester Torwart der Weltmeisterschaft | - 2010 All-Star-Team der Weltmeisterschaft - 2018 Silbermedaille bei den Olympischen Winterspielen |

## Karrierestatistik

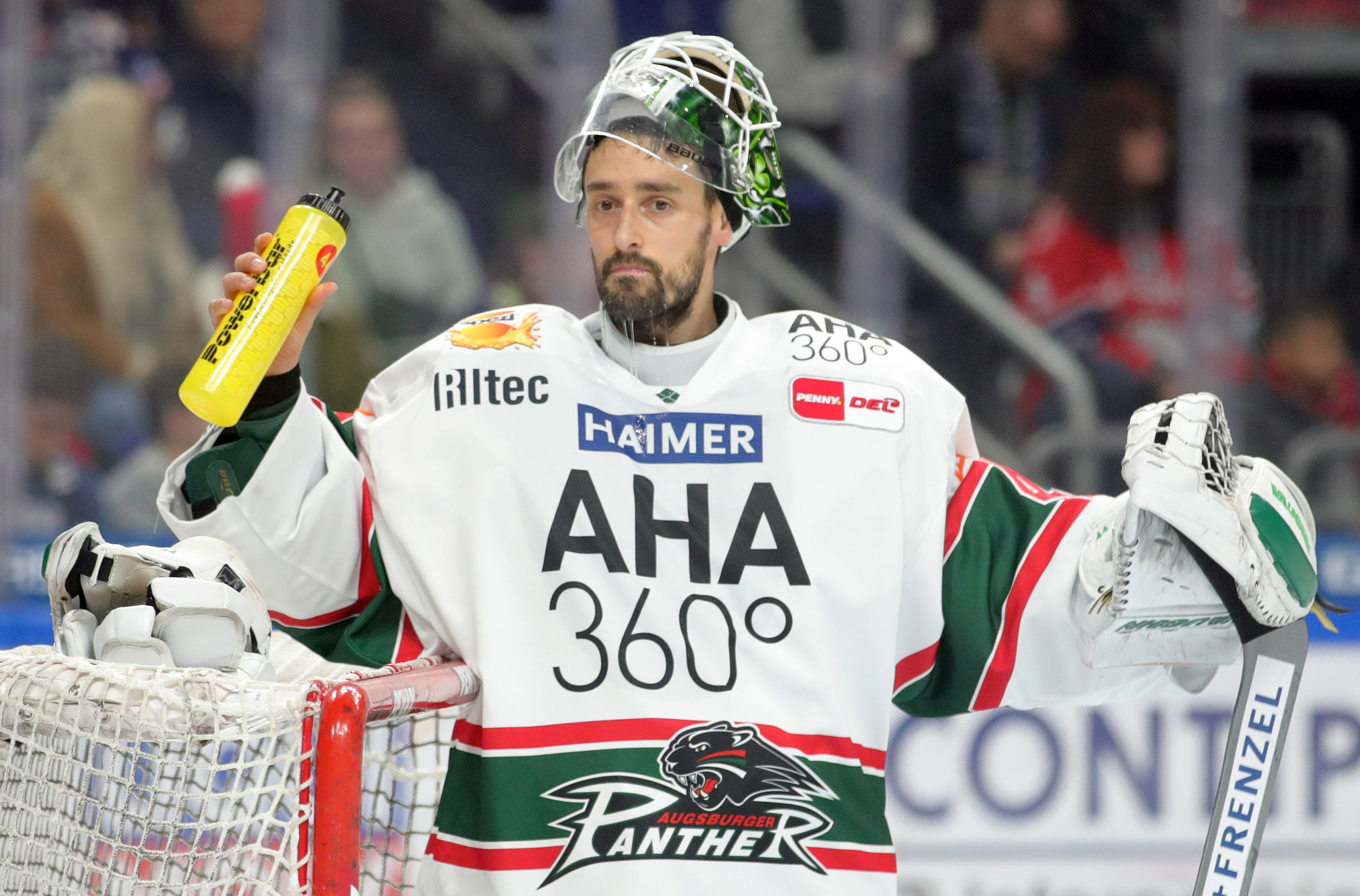
Endras als Spieler der Augsburger Panther (2023)

Stand: Ende der Saison 2023/24

### International
Vertrat Deutschland bei:
| - Qualifikationsturnier für die Olympischen Winterspiele 2010 - Weltmeisterschaft 2009 - Olympischen Winterspielen 2010 - Weltmeisterschaft 2010 - Weltmeisterschaft 2011 - Weltmeisterschaft 2012 | - Qualifikationsturnier für die Olympischen Winterspiele 2014 - Weltmeisterschaft 2013 - Weltmeisterschaft 2015 - Qualifikationsturnier für die Olympischen Winterspiele 2018 - Olympischen Winterspielen 2018 |

(Legende zur Torhüterstatistik: GP oder Sp = Spiele insgesamt; W oder S = Siege; L oder N = Niederlagen; T oder U oder OT = Unentschieden oder Overtime- bzw. Shootout-Niederlage; Min. = Minuten; SOG oder SaT = Schüsse aufs Tor; GA oder GT = Gegentore; SO = Shutouts; GAA oder GTS = Gegentorschnitt; Sv% oder SVS% = Fangquote; EN = Empty Net Goal; 1 Play-downs/Relegation; Kursiv: Statistik nicht vollständig)